# Inondazione di Natale
L'inondazione di Natale fu un evento che colpì le coste dei Paesi Bassi, della Germania e della Scandinavia la notte di Natale del 1717. A seguito dell'evento, sono state stimate circa 14000 vittime. Fu la peggiore inondazione da quattro secoli a quella parte a colpire il nord dei Paesi Bassi.
Nelle campagne a nord dei Paesi Bassi, il livello delle acque crebbe di qualche metro, raggiungendo la città di Groninga, dove si ebbero diverse decine di centimetri d'acqua. Nella provincia di Groninga, i villaggi che erano situati direttamente a ridosso delle dighe furono completamente spazzati via. Furono prese misure contro gli sciacalli che, pretendendo di salvare le vittime dell'alluvione, perpetrarono furti in fattorie e abitazioni. L'inondazione causò a Groninga 2276 vittime, 1455 case furono distrutte o pesantemente danneggiate e furono persi molti capi di bestiame.
Le acque arrivarono a Amsterdam e Haarlem, così come nelle aree intorno a Dokkum e Stavoren. Più di 150 persone persero la vita in Frisia. Grandi aree dell'Olanda Settentrionale finirono sott'acqua, così come i dintorni di Zwolle e Kampen. In queste aree l'inondazione causò solo danni materiali. Nell'isola di Vlieland, il mare scavalcò le dune, spazzando quasi completamente via il villaggio di West-Vlieland.